# Scleromitrion diffusum
Scleromitrion diffusum (Willd.) R.J.Wang, 2014 è una pianta della famiglia delle Rubiacee, originaria dell'Asia orientale.

## Distribuzione e habitat
La specie è diffusa nel subcontinente indiano, nella penisola indocinese, in Indonesia, in Cina, Giappone, Corea e Formosa e nelle Filippine.

Habitat: Terreni umidi

## Usi
La pianta ha impieghi terapeutici nella medicina tradizionale cinese.
Classe: Qing re yao

Sottoclasse: Jie du yao

Parti impiegate: Pianta intera essiccata

Tempo balsamico	:Estate ed autunno

Prima repertoriazione:	Guangxi Zhong Yao Zh.

Sapore:	Amaro, dolce

Natura: Fredda